# Nikanor (Freund des Demetrios)
Nikanor (altgriechisch Νικάνωρ Nikánōr) war einer der Freunde und Offiziere des Seleukidenherrschers Demetrios I.
Er war Stratege in Judäa und befehligte eine Elefantentruppe. Eventuell ist er mit einem nur bei Polybios erwähnten Freund und Vertrauten des Demetrios mit dem Namen Nikanor identisch. Wenn dem so ist, holte er Demetrios aus Rom zurück ins Seleukidenreich, um Nachfolger des Antiochos IV. zu werden. Im März 161 v. Chr. (oder 160 v. Chr.?) verlor er die Schlacht bei Adasa und kam dabei ums Leben. Der Tag seiner Niederlage (der 13. Adar = 27. März) wurde seitdem zur Erinnerung an seine Niederlage und die damit verbundene Bestrafung des Lästerers des Tempels von den Juden festlich begangen (Nikanor-Tag).
Möglicherweise ist er identisch mit einem anderen Nikanor, zumindest sind Überschneidungen oder falsche Zuweisungen in beiden Biografien möglich.